# Kockáslepke
A kockáslepke (Hamearis lucina) a lepkék (Lepidoptera) rendjébe sorolt pillangószerűek (Papilionoidea) öregcsaládjában egyes szerzők szerint a boglárkalepke-félék (Lycaenidae), mások szerint a mozaiklepkék (Riodinidae) családjának egyik faja. Megint mások a kockáslepkéket (Hamearinae) a boglárkalepke-félék egyik alcsaládjának tartják.

## Elterjedése
A fajok többsége a trópusi égövben él. Egyetlen, Európában és ezen belül hazánkban is előforduló faja az éppen ezért ugyancsak kockáslepkének nevezett Hamearis lucina. Ennek elterjedési területe Európából Nyugat-Ázsiába is átnyúlik; Magyarországon mindenütt előfordul.
Az oldal további része a Hamearis lucina fajjal foglalkozik.

## Megjelenése, felépítése
Hernyója sárgásbarna, két oldalán vörös foltokkal. Légzőnyílásai fölött sárga csík húzódik, a hátán pedig egy fekete foltokra szakadt csík.
Az imágó szárnyának fesztávolsága 23–30 mm. A szárny alapszíne sötétbarna, rajzolata sárgásbarna. Az egyes foltok határa többnyire elmosódott. A hímeken az alapszín háttérbe szorítja a rajzolatot.

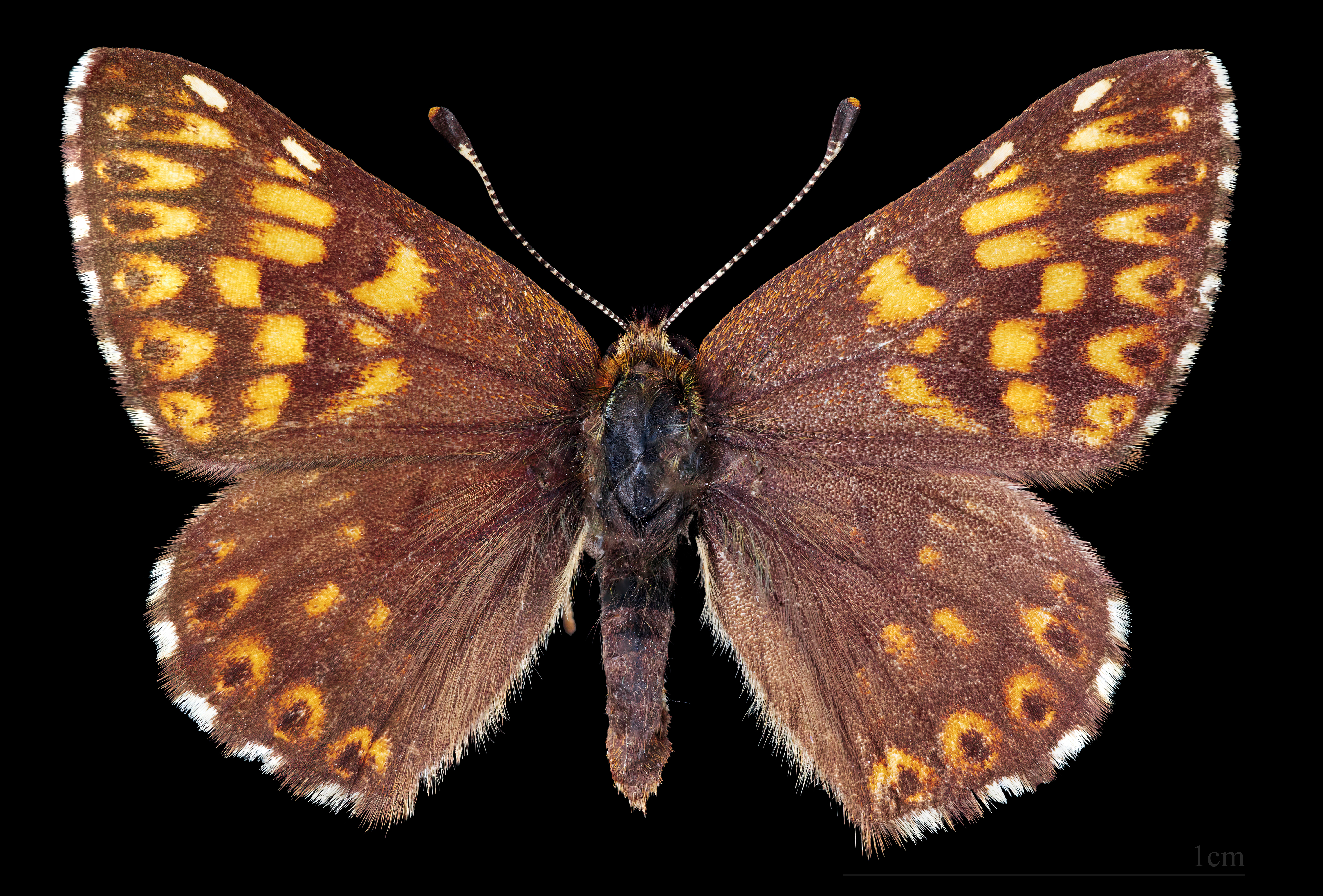
Hamearis lucina ♂
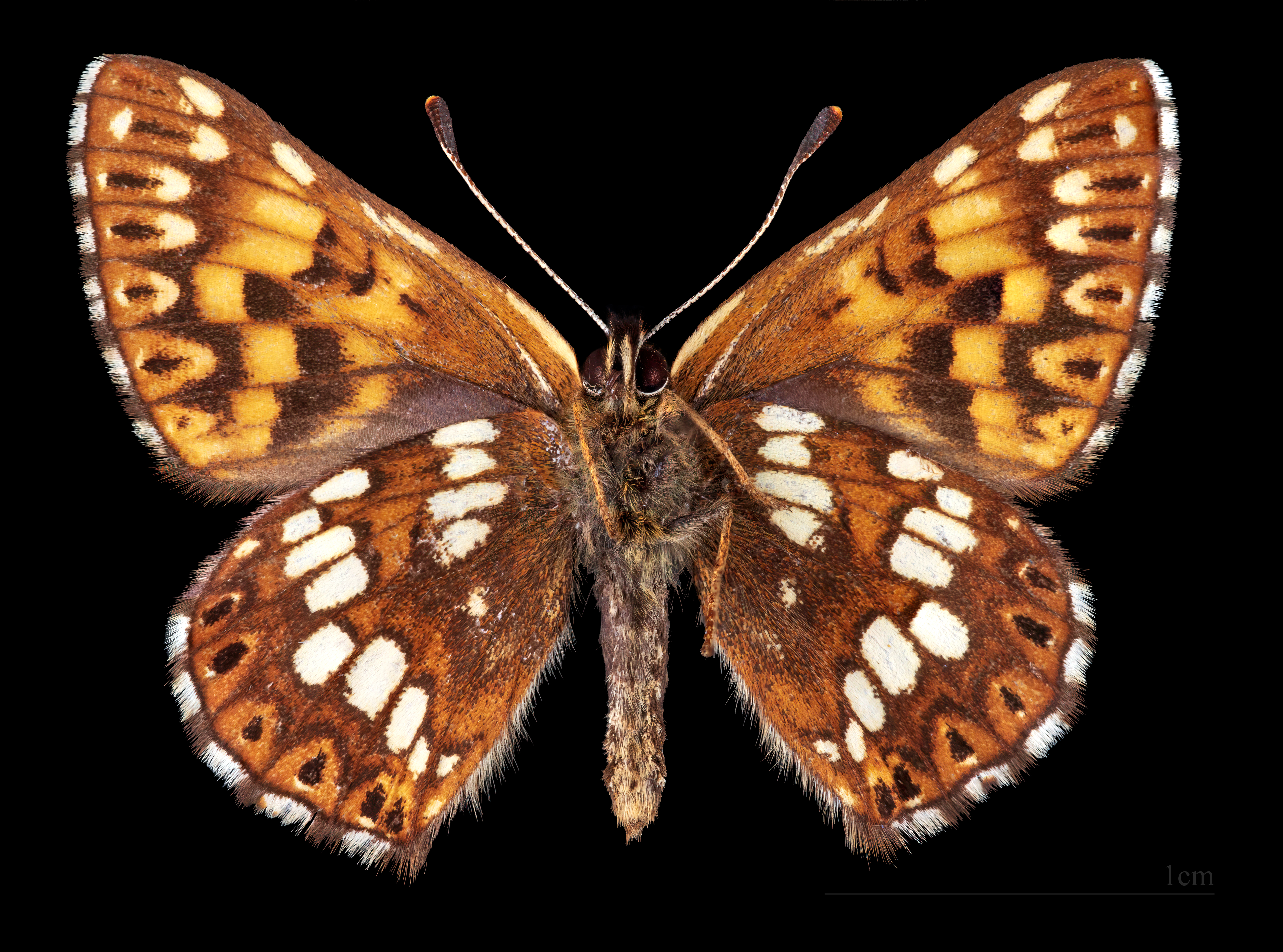
Hamearis lucina ♂   △
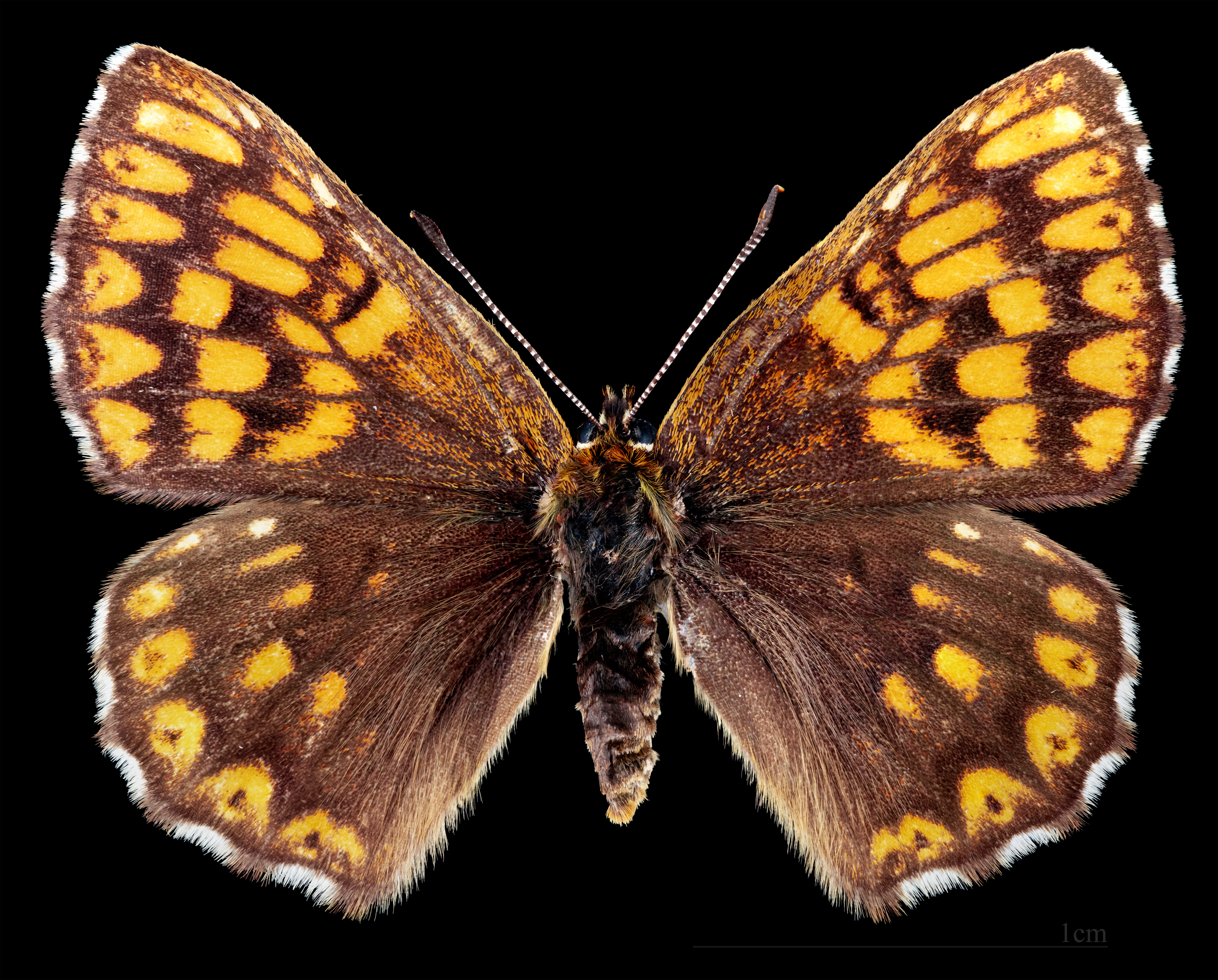
Hamearis lucina ♀

Első szárnyán a két fekete harántszalag foltjai szögletesek, a külső szegély foltjai széles nyílhegy vagy süveg alakúak, a csúcs mögöttiek rendszerint sárgásfehérek — első szárnyának fonákján a csúcs körül még világosabbak.
Hátsó szárnya sötétebb. A hímeken a belső foltsor alig látható, homályos, a foltok kicsik — a szegélyfoltsor pettyei nagyok, de udvaruk keskeny, gyűrűszerű, egyes példányokon alig észlelhető. A szárny fonákjának alapszíne narancsbarna, a két, egyaránt megnyúlt, szögletes foltokból álló harántszalag fehér, a fekete nyílhegyek erősek, és alapjukon, akár az elülső szárnyon, apró, fehér pontok ülnek. Mindkét ivar szárnyainak rojtja tarka.
A két nemzedék mérete és rajzolata kissé különböző.

## Életmódja, élőhelye
Magyarországon évente két nemzedéke repül (április–május, július–augusztus), elterjedésének északi határvidékén már csak egy. Röpte sebes. Általában a fűszálakon, olykor a földön ül meg, de sosem hosszabb időre.
A hernyó tápnövényei a kankalin fajok (Primula spp.); valamint a lórom (Rumex spp.) és a tavaszi kankalin (Primula veris).

## Hasonló fajok
Magyarországon nincs.